# Kalimandi
Kalimandi is een bestuurslaag in het regentschap Banjarnegara van de provincie Midden-Java, Indonesië. Kalimandi telt 4659 inwoners (volkstelling 2010).